# خوسيه أنطونيو كاسترو
خوسيه أنطونيو كاسترو (بالإسبانية: José Antonio Castro)‏ هو لاعب كرة قدم أرجنتيني في مركز الهجوم، ولد في 15 أكتوبر 1955 في بوينس آيرس في الأرجنتين. شارك مع منتخب الأرجنتين لكرة القدم. أما مع النوادي، فقد لعب مع أرجنتينوس جونيورز وإنديبندينتي وفيليز سارسفيلد ونادي أونيفرسيداد دي تشيلي ويونيون دي سانتا في.

## وصلات خارجية
- خوسيه كاسترو على موقع الاتحاد الأوربي (الإنجليزية)
- خوسيه كاسترو على موقع قاعدة بيانات كرة القدم.إي يو (الإنجليزية)
- خوسيه كاسترو على موقع ناشيونال فوتبول تيمز (الإنجليزية)